# Hydractinia quadrigemina
Hydractinia quadrigemina är en nässeldjursart som beskrevs av John Fraser 1938. Hydractinia quadrigemina ingår i släktet Hydractinia och familjen Hydractiniidae. Inga underarter finns listade i Catalogue of Life.